# Lignan-de-Bordeaux
Lignan-de-Bordeaux là một xã trong tỉnh Gironde, thuộc vùng Nouvelle-Aquitaine của nước Pháp, có dân số là 677 người (thời điểm 1999). Xã nằm trong vùng đô thị của thành phố Bordeaux. Trong khi Lignan-de-Bordeaux trong năm 1962 còn có trên 387 dân cư thì năm 1999 đã 677 người dân.